# Siemensia pendula
Siemensia pendula là một loài thực vật có hoa trong họ Thiến thảo. Loài này được (C.Wright ex Griseb.) Urb. miêu tả khoa học đầu tiên năm 1923.